# Phoeniculus
Phoeniculus es un género de aves bucerotiformes de la familia Phoeniculidae propias del África subsahariana. Son conocidas vulgarmente como abubillas arbóreas.

## Especies
Se reconocen las siguientes especies:
- Phoeniculus castaneiceps (Sharpe, 1871)
- Phoeniculus bollei (Hartlaub, 1858)
- Phoeniculus purpureus (Miller, JF, 1784)
- Phoeniculus somaliensis (Ogilvie-Grant, 1901)
- Phoeniculus damarensis (Ogilvie-Grant, 1901)
  - P. damarensis granti (Neumann, 1903) (especie plena reconocida por algunos)[1][4]